# Santa Rosa de Yanaque
Santa Rosa de Yanaque es una comunidad campesina del distrito de Acora, de la provincia de Puno en el departamento homónimo del Perú.

## Reseña histórica de Santa Rosa de Yanaque
Según algunos historiadores, el nombre yanaque significaría ‘gente de negro’ porque provendría de la composición de dos vocablos quechuas: yana (‘negro’ o ‘sirviente’) y haqi (‘gente’). Podría estar relacionado con el color negro de la vestimenta que llevaban los antepasados llamado hurkhu. Posteriormente con la llegada de los españoles y la santificación de la joven Santa Rosa de Lima (1586-1617), el lugar adquiere la denominación por la que se conoce actualmente de Santa Rosa de Yanaque.
Otra versión es que, los primeros habitantes de este lugar, realizaban actividades agrícolas según el poderío de cada uno, cultivando en forma confusa y en cualquier parte que más le convenía, por consiguiente se generaba controversias y problemas; A raíz de este suceso, una parte de los habitantes viajaron a Potosí (Bolivia), que en ese entonces era la ciudad de donde se recibía los documentos que acredite a los agricultores como dueños de las tierras; es así que se recibieron dichos documentos y al regresar a su tierra, el grupo de habitantes celebraron con entusiasmo considerando como un triunfo, manifestando cada uno de ellos diciendo: «Yanaqt’antanwa» (que en español significa ‘Hemos ganado’), así el resto de habitantes al ver que los demás empezaron a posesionarse las tierras, ellos también decidieron proceder de la misma manera, y se estableció el bien común, de tal manera que pusieron al lugar la denominación de Yanaqa y luego Yanaqe.
Después de varios años, uno de los habitantes del lugar, narró que por tres noches consecutivas se soñó que en la parte alta del cerro, ubicado a 100 metros del caserío, bailaban y se escuchaba distintos sonidos musicales, además vio una señorita de buena apariencia sentada junto a la roca, y que le hablaba diciéndole su nombre que se llamaba Rosa, que eran tres hermanas, así mismo reveló los nombres de las danzas que en ese momento bailaban y el nombre de las vestimentas, además pidió que le cubriera con algo para proteger del sol y del frío, y que le traslade hacia abajo cerca a los caseríos, justo a la misma dirección donde sale el Sol. Luego un día 30 de agosto, los habitantes previo acuerdo subieron al lugar indicado, allí encontraron la imagen de una Virgen, a la que pusieron objetos que cubriera para proteger del frío, luego trasladaron hacia abajo junto a los caseríos, allí construyeron un templo para proteger del sol y del frío, tal como reveló al habitante por medio del sueño, Luego comenzaron a festejar todos los días 30 de agosto de cada año, con las danzas AukiPuli, Tintiwaka, ChatriPuli, utilizando tipo y calidad de vestimentas como Hurkhu, Montera, llijlla, Allmiña, etc., tal y como fue revelada por medio del sueño. Luego de tal acontecimiento, los habitantes acordaron aumentar el nombre al lugar con Santa Rosa, para denominar Santa Rosa de Yanaque.

## Registros legales
- Santa Rosa de Yanaque, surgió originalmente como una Parcialidad.
- En el año de 1975, fue creado oficialmente como Comunidad Campesina, reconocida mediante Resolución Jefatural N.º 128-75-AE-ORAMS VIII, de fecha 21 de abril de 1975, inscrita en el Registro Regional de Comunidades Campesinas, en el tomo 2, folio 93, partida II, asiento I.
- Posteriormente, bajo Resolución N.º 65-Puno, de fecha 2 de marzo de 1979, se creó la Agencia Municipal de Santa Rosa de Yanaque, que a la letra dice: Crear una Agencia Municipal de Santa Rosa de Yanaque, Nombrándose Agente Municipal de la misma al señor Escolástico Chirapo Cantuta.
- Según Resolución Municipal N.º 405-89-MPP de fecha 2 de noviembre de 1989, se crea la Municipalidad del Centro Poblado Santa Rosa de Yanaque, que a la letra dice: Autorizar la Creación y funcionamiento de la Municipalidad del Centro Poblado Santa Rosa de Yanaque, ubicado en la jurisdicción del Distrito de Acora, Provincia y Departamento de Puno.
- Mediante Resolución Gerencial N.º 062-2004-MPP/GP, de fecha 28 de octubre de 2004, se da por concluido el trámite de adecuación presentado por la Municipalidad del Centro Poblado Santa Rosa de Yanaque, al haber cumplido con los requisitos establecidos en las Normas Legales vigentes.
- La ORDENANZA MUNICIPAL Nª 096-2004-CMPP de fecha 18 de noviembre de 2004, se aprueba la Adecuación del Centro Poblado Santa Rosa de Yanaque, conjuntamente con otros 12 Centros Poblados del Distrito de Acora.

## Idiomas
La lengua predominante de la zona es el aimara, considerado como la lengua materna del centro poblado. la segunda lengua es el castellano, el cual generalmente lo usan para realizar gestiones e interactuar con los visitantes.Aunque raras veces combinan el aimara con el castellano.En este distrito predomina el saludo (buenos días, buenas tardes,etc) , ya sea visitante o de la zona.También los hijos llaman a la familia lejana de sus padres "Tio" (en caso en un hombre ) o "tia" (en caso de una mujer).

## Actividad económica
La principal actividad económica de la población es la ganadería y agricultura en pequeña escala.En épocas de lluvia (entre enero y marzo) existe en cantidades  la Totora , su raíz , llamado "chullo",según los habitantes tiene propiedades curativas (como para  el ardor o quemazón en la boca del estómago, se debe masticar la parte blanca del chullo) y nutritivas  , ya que ahí también existe la medicina natural, basado en plantas medicinales y animales (como el cuy).